# Side by Side (Vaché-Allred-Metz-Album)
Side by Side ist ein Jazzalbum der Formation The Vaché & Allred & Metz Family Jazz Band um Warren Vaché, Bill Allred und Eddie Metz junior. Die am 14. und 15. Januar 1997 in den Park Studios in Orlando, Florida, entstandenen Aufnahmen erschienen 1998 auf Nagel-Heyer Records.

## Hintergrund
Das Album Side by Side der Vaché & Allred & Metz Family Jazz Band sei in der Tat eine Familienangelegenheit, bei der drei Mitglieder der Vaché-Familie und je zwei aus der Allred und der Metz-Familie zusammenkamen, um traditionellen Jazz darzubieten, notierte Jack Bowers. Die Session verband zwei Generationen von Musikern, mit Ed Metz, Sr. am Piano und seinem Sohn Ed Metz Jr. am Schlagzeug, Bassist Warren Vaché senior vervollständigt die Rhythmusgruppe. Hinzu kamen seine Söhne Warren Jr. am Kornett und Allan Vaché an der Klarinette, sowie Bill Allred und sein Sohn John Allred an den Posaunen. Das Album beginnt mit einem Medley aus „Side by Side“ von 1927 und „(I'm a) Ding Dong Daddy (from Dumas)“, den u. a. Louis Armstrong und Benny Goodman im Repertoire hatten. Viele der dargeboteten Stücke sind bekannte Klassiker des Traditional Jazz wie Don Redmans „No One Else but You“, außerdem „Japanese Sandman“, „I Double Dare You“, „Come Back Sweet Papa“ und „Zip-a-Dee-Doo-Dah“. Warren Vachè Jr. ist der (in den Besetzungsangaben nicht ausgewiesene) Vokalist in „I Want a Little Girl“ und „I Believe in Miracles“.

## Titelliste
- The Vaché & Allred & Metz Family Jazz Band: Side by Side (Nagel-Heyer Records CD 042)[3]

1. Medley: Side by Side/Ding Dong Daddy (Harry MacGregor Woods/Gus Kahn; Phil Baxter) 6:25
2. No One Else But You (Don Redman) 4:27
3. Oh, Daddy (Victor Herbert / Luis Russell) 4:59
4. Japanese Sandman (Raymond B. Egan / Richard A. Whiting) 4:08
5. I Believe in Miracles (Pete Wendling / George W. Meyer / Sam Lewis) 4:07
6. Zip-A-Dee-Doo-Dah (Ray Gilbert / Allie Wrubel) 3:25
7. Sonny Boy (Lew Brown / Buddy DeSylva / Ray Henderson / Al Jolson) 5:36
8. I Double Dare You  (Jim Eaton / Terry Shand) 4:56
9. Blues for the Old Men (Ed Metz senior) 4:11
10. You Turned the Tables on Me (Louis Alter) 2:10
11. I Want a Little Girl (Murray Mencher / Billy Moll) 5:36
12. Come Back, Sweet Papa (Paul Barbarin / Luis Russell) 5:47
13. Old Fashioned Love (James P. Johnson / Cecil Mack) 7:03

## Rezeption
Scott Yanow verlieh dem Album in Allmusic vier Sterne und lobte, die Kombination der Musiker würde recht gut funktionieren, wobei die Frontlinie mit zwei Posaunen für noch mehr Spannung sorge. Vom Neuheitswert einmal abgesehen sei dies ein gutes Swing-Album, bei dem die Bläser sowohl komplementär als auch solistisch spielten.
Nach Ansicht von Jack Bowers, der das Album in All About Jazz rezensierte, dürften die älteren Mitglieder der Gruppe stolz auf ihre Nachkommen sein, die in ihre Fußstapfen getreten sind und dazu beigetragen hätten, die lodernde Flamme des geradlinigen Two-Beat-Jazz und des Four-Beat-Swings am Leben zu erhalten. An diesem Tag würden alle besonders entspannt klingen, was vielleicht eine natürliche Folge des Spielens mit Familie und Freunden sei. Für diejenigen, die dies zu schätzen wissen, sei es mehr als eine Stunde gut gespielter Jazz, der nie von der Tradition abweiche.